# Frontinella huachuca
Frontinella huachuca là một loài nhện trong họ Linyphiidae.
Loài này thuộc chi Frontinella. Frontinella huachuca được Willis J. Gertsch & Michael Davis miêu tả năm 1946.